# Claude Vignon
Claude Vignon (ur. 19 maja 1593 w Tours, zm. 10 maja 1670 w Paryżu) – francuski malarz i rytownik okresu baroku, caravaggionista.

## Życiorys
Uczył się w Paryżu. Ok. 1610 udał się do Rzymu. Z Włoch wyjechał do Hiszpanii. W 1624 wrócił do Paryża. Pracował dla Ludwika XIII i kardynała Richelieu. W 1651 przyjęty został do Królewskiej Akademii Malarstwa i Rzeźby.
Był pierwszym caravaggionistą we Francji. Malował barokowe, teatralnie upozowane kompozycje na tematy antyczne i religijne, portrety oraz sceny rodzajowe. Stosował silne kontrasty światłocienia, swobodną fakturę i bogaty koloryt. Wykonywał też dekoracje ścienne.
Malarzami byli też jego dwaj synowie: Claude Francois Vignon i Philippe Vignon.

## Wybrane prace

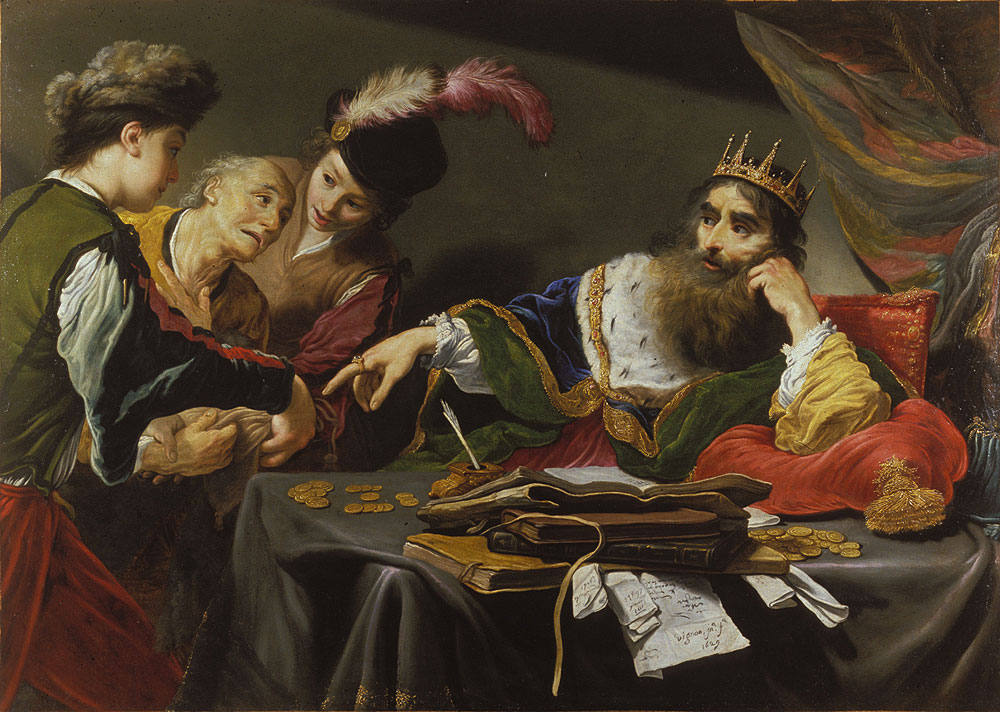
Claude Vignon – Krezus (1629)

- Antoniusz i Kleopatra – Sarasota, Ringling Museum of Art
- Estera przed Ahaswerem (16240 – Paryż, Luwr
- Krezus (1629) – Tours, Musée des Beaux-Arts
- Męczeństwo św. Mateusza (1617) – Arras, Musée Municipal
- Młody śpiewak (1622–23) – Paryż, Luwr
- Portret młodzieńca (1615–18) – Caen, Musée des Beaux-Arts
- Salomon i królowa Saby (1624) – Paryż, Luwr
- Samobójstwo Kleopatry – Tours, Musée des Beaux-Arts
- Śmierć Seneki – Paryż, Luwr
- Umywanie nóg (1653) – Nantes, Musée des Beaux-Arts